# ヤン・ミカエルセン
ヤン・ミカエルセン（Jan Michaelsen、1970年11月28日 - ）は、デンマークの元サッカー選手。元デンマーク代表。ポジションはミッドフィールダー。

## 来歴
2000年にデンマーク代表デビュー。2002 FIFAワールドカップのメンバーにも選ばれた。2004年までに21試合に出場、1得点をあげた。

## 代表歴

### 出場大会
- デンマーク代表
  - 2002 FIFAワールドカップ

### 試合数
- 国際Aマッチ 21試合 1得点（2000年-2004年）[1]

| デンマーク代表 | 国際Aマッチ | 国際Aマッチ |
| 年             | 出場        | 得点        |
| -------------- | ----------- | ----------- |
| 2000           | 5           | 0           |
| 2001           | 5           | 1           |
| 2002           | 6           | 0           |
| 2003           | 4           | 0           |
| 2004           | 1           | 0           |
| 通算           | 21          | 0           |